# Idactus ellioti
Idactus ellioti es una especie de escarabajo longicornio del género Idactus, tribu Ancylonotini, subfamilia Lamiinae. Fue descrita científicamente por Gahan en 1890.

## Descripción
Mide 11-17 milímetros de longitud.

## Distribución
Se distribuye por Madagascar y Comoras.